# Moro Plantation
Moro Plantation es una plantación ubicada en el condado de Aroostook en el estado estadounidense de Maine. En el Censo de 2010 tenía una población de 38 habitantes y una densidad poblacional de 0,4 personas por km².

## Geografía
Moro Plantation se encuentra ubicada en las coordenadas 46°9′57″N 68°22′25″O / 46.16583, -68.37361. Según la Oficina del Censo de los Estados Unidos, Moro Plantation tiene una superficie total de 94.64 km², de la cual 91.79 km² corresponden a tierra firme y (3.01%) 2.85 km² es agua.

## Demografía
Según el censo de 2010, había 38 personas residiendo en Moro Plantation. La densidad de población era de 0,4 hab./km². De los 38 habitantes, Moro Plantation estaba compuesto por el 100% blancos, el 0% eran afroamericanos, el 0% eran amerindios, el 0% eran asiáticos, el 0% eran isleños del Pacífico, el 0% eran de otras razas y el 0% pertenecían a dos o más razas. Del total de la población el 0% eran hispanos o latinos de cualquier raza.